# Anders Konradsen
Anders Ågnes Konradsen, född 18 juli 1990, är en norsk före detta fotbollsspelare. Hans yngre bror, Morten Konradsen, är också en fotbollsspelare.

## Klubbkarriär
Den 27 februari 2022 blev Konradsen klar för en återkomst i Bodø/Glimt, där han skrev på ett kontrakt över resten av året.

## Landslagskarriär
Konradsen debuterade för Norges landslag den 14 november 2012 i en 2–0-vinst över Ungern, där han blev inbytt i den 84:e minuten mot Ruben Yttergård Jenssen.